# Zafferia
Zafferìa is een plaats (frazione) in de Italiaanse gemeente Messina.